# Jet Set Willy
Jet Set Willy (Spaanse titel La Casa de Jack) is een computerspel dat werd ontwikkeld en uitgegeven door Software Projects. Het spel kwam in 1984 uit voor de ZX Spectrum en de Commodore 64. Hierna verschenen versies voor de meeste homecomputers uit die tijd, zoals de BBC Micro, Acorn Electron, MSX, Commodore 16 en Commodore 64.
Het spel is een vervolg op Manic Miner (1983), dat werd gemaakt door dezelfde programmeur, en is het tweede spel in de Miner Willy Series. Het spel speelt zich af in een herenhuis van 60 kamers, die Willy moet opruimen voordat de huishoudster hem laat slapen. De route door elke kamer moet zorgvuldig gekozen worden.
Het perspectief van het spel is in de derde persoon.

## Platforms
| Jaar | Platform                                            |
| ---- | --------------------------------------------------- |
| 1984 | Commodore 64, ZX Spectrum                           |
| 1985 | Amstrad CPC, BBC Micro, Dragon 32/64, Electron, MSX |
| 1986 | Atari 8-bit, Commodore 16 Plus/4                    |
| 1998 | Atari ST                                            |
| 1999 | DOS                                                 |
| 2004 | Windows                                             |
| 2005 | Macintosh                                           |
| 2011 | iPad, iPhone                                        |
| 2012 | Windows Phone, Xbox 360                             |

## Ontvangst
| Beoordeeld door                         | Platform     | Datum         | Score |
| --------------------------------------- | ------------ | ------------- | ----- |
| Sinclair User                           | ZX Spectrum  | juni 1984     | 90%   |
| GamesCollection                         | ZX Spectrum  | 3 maart 2011  | 90%   |
| Computer and Video Games (CVG)          | Commodore 64 | december 1984 | 90%   |
| TeleMatch                               | ZX Spectrum  | december 1984 | 67%   |
| Atari Gamer - XL-XE Game Review Edition | Atari 8-bit  | december 2013 | 50%   |

## Trivia
- Het spel is opgenomen in het boek 1001 Video Games You Must Play Before You Die van Tony Mott.